# María Vázquez
María Rodríguez Vázquez (Vigo, 19 de marzo de 1979) es una actriz española.

## Biografía
Nacida en Vigo, su vida está muy ligada a Carballedo (Lugo), tierra de sus abuelos maternos. A pesar de su juventud, María Vázquez ha participado en películas y series de televisión, tanto con intervenciones como con varios personajes fijos.
Intérprete que comenzó su carrera profesional a finales de los años 90, cuando realizó un papel secundario en la serie juvenil Al salir de clase. Desde entonces ha realizado un intenso trabajo actoral en España, sobre todo en Galicia. Ha aparecido en largometrajes de proyección a las órdenes de directores tan conocidos como Montxo Armendáriz o Icíar Bollaín.
Otro ámbito en el que ha desarrollado su carrera interpretativa es la pequeña pantalla, con papeles en series de TVE 1, Antena 3, Telecinco y de TVG. En esta última protagonizó la serie Padre Casares durante un par de temporadas.
Su papel protagonista en Matria, de Álvaro Gago, le valió en 2023 la biznaga de oro a la mejor actriz en el festival de Málaga, y dos nominaciones, en los premios Forqué y los premios Goya.

## Películas
- San Bernardo (2000), de Joan Potau. Como Recepcionista.
- Silencio Roto (2001), de Montxo Armendáriz. Como Sole.
- Deseo (2002), de Gerardo Vera. Como Raquel.
- El año de la garrapata (2004), de Jorge Coira. Como Patricia.
- A golpes (2005), de Juan Antonio Córdoba. Como Vicky.
- La noche del hermano (2005), de Santiago García de Leániz. Como María.
- La dama boba (2006), de Manuel Iborra. Como Clara.
- Mataharis (2007), de Icíar Bollaín. Como Inés.
- A Mariñeira (2008), de Antón Dobao. Como Patrocinio.
- O club da calceta (2009), de Antón Dobao.
- 18 comidas (2010), de Jorge Coira. Como Mar.
- La playa de los ahogados (2015), de Gerardo Herrero. Como Farmacéutica.
- María y los demás (2016), de Nely Reguera. Como Sofía.
- Quien a hierro mata (2019), de Paco Plaza. Como Julia.
- O corpo aberto (2022), de Ángeles Huerta. Como Obdulia.
- Matria (2023), de Álvaro Gago. Como Ramona Iglesias.

## Cortometrajes
- Postales de la India (2000), de Juanjo Díaz Polo. Como Gloria.

## Televisión

### Personajes fijos
- Raquel busca su sitio (2000). (25 episodios). TVE. Como Rosa.
- Fíos (2001). TVG.
- Ana y los siete (2003). (5 episodios). TVE. Como Lola.
- La vida de Rita (2003). (5 episodios). TVE. Como Berta.
- Al filo de la ley (2004). (13 episodios). TVE. Como Olga.
- Padre Casares (2008-2010). (58 episodios). TVG. Como Iria.
- La fuga (2012). (12 episodios) Telecinco. Como Julia Molina "Jota".
- Augasquentes (2016). TVG. Como Ana Ledo.
- Vivir sin permiso (2020). Telecinco. Como Diana Escudero.
- Néboa (2020). TVE. Como Rosa.

### Personajes episódicos
- Al salir de clase (1998). (4 episodios). Telecinco. Como Cristina
- Compañeros (2000). (2 episodios). Antena 3. Como Alba
- Hospital Central (2008). (11 episodios). Telecinco. Como Trini
- Fariña (2018). (10 episodios). Antena 3. Como Maruxa

En 2009 trabaja en el programa Showmatch para hacer una cámara oculta fingiendo tener una serie de televisión llamada "Ave María" con el elenco de Showmatch.

## Teatro
- Historias mínimas (2012), dirigida por Víctor Duplá.[4]
- Animal (2013), dirigida por Rubén Ochandiano.[5]
- La evolución (2014), dirigida por Rubén Ochandiano.
- Femenino singular (2014), dirigida por Emilio del Valle.[6]
- Sueño (2016), dirigida por Andrés Lima.[7]
- A leituga (2019), dirigida por Víctor Duplá.[8]
- Fariña (2019), dirigida por Tito Asorey.[9]
- Othello (2021), dirigida por Marta Pazos.[10]

## Premios y nominaciones
Premios Goya
| Año  | Categoría                                  | Película  | Resultado |
| ---- | ------------------------------------------ | --------- | --------- |
| 2007 | Mejor interpretación femenina de reparto   | Mataharis | Nominada  |
| 2024 | Mejor interpretación femenina protagonista | Matria    | Nominada  |

Medallas del Círculo de Escritores Cinematográficos
| Año  | Categoría               | Película  | Resultado |
| ---- | ----------------------- | --------- | --------- |
| 2007 | Mejor actriz secundaria | Mataharis | Ganadora  |

Premio Ojo Crítico de Cine de RNE
| Año  | Categoría            | Película  | Resultado |
| ---- | -------------------- | --------- | --------- |
| 2007 | Mejor interpretación | Mataharis | Ganadora  |

Premio Mestre Mateo
| Año  | Categoría                                  | Película               | Resultado |
| ---- | ------------------------------------------ | ---------------------- | --------- |
| 2004 | Mejor interpretación femenina de reparto   | El año de la garrapata | Nominada  |
| 2009 | Mejor interpretación femenina protagonista | O club da calceta      | Ganadora  |
| 2017 | Mejor interpretación femenina de reparto   | María y los demás      | Nominada  |

- Premio Cineuropa 2019.[12]